# Katie Ledecky
Kathleen Genevieve ”Katie” Ledecky, född 17 mars 1997 i Washington, D.C., USA, är en amerikansk simmare och olympisk guldmedaljör från olympiska sommarspelen 2012, 2016, 2020 och 2024.
Ledecky är en av de mest framgångsrika kvinnliga simmarna i historien. Vid OS 2024 tog hon sin nionde olympiska guldmedalj, vilket innebar att hon tangerade den sovjetiska gymnasten Larisa Latyninas rekord för antal vunna OS-guld.

## Karriär
Vid VM 2015 tog Ledecky fem guldmedaljer.
Vid de olympiska simtävlingarna i Rio de Janeiro 2016 tog hon fyra guldmedaljer och en silvermedalj.

### Olympiska sommarspelen 2020
Ledecky började olympiska sommarspelen 2020 i Tokyo med att simma försöksheatet på 400 meter frisim. Hon simmade på tiden 4.00,45, vilket var den bästa tiden i försöksheatet och gick vidare till final. Ledecky slutade på andra plats i finalen bakom australiska Ariarne Titmus och tog silver. Det var första gången Ledecky missade guld i en individuell tävling vid OS.
I premiären av 1 500 meter frisim för damer vid olympiska sommarspelen satte Ledecky ett olympiska rekord i försöksheatet med tiden 15.35,35 och gick vidare till finalen. Samma dag simmade Ledecky snabbast i försöksheatet på 200 meter frisim med tiden 1.55,28 och gick vidare till semifinalen. Hon simmade på tiden 1.55,28 i semifinalen och gick vidare till finalen med den tredje bästa tiden.
I finalen på 200 meter frisim slutade Ledecky på femte plats bakom Ariarne Titmus, Siobhan Haughey, Penny Oleksiak och Yang Junxuan. Däremot slutade hon på första plats på 1 500 meter och tog sitt första guld vid OS 2020. Följande dag ledde hon USA:s lag till silver på 4×200 meter frisim tillsammans med lagkamraterna Allison Schmitt, Paige Madden och Katie McLaughlin. Hon simmade sista sträckan i lagkappen på tiden 1.53,76, vilket var den snabbaste sträckan i tävlingen och hon slutade endast 0,4 sekunder efter kinesiska Li Bingjie i mål.
Ledecky vann därefter sitt andra guld vid OS 2020 och totalt sjunde OS-guld på 800 meter frisim. Hennes sex individuella guld är rekord för flest guld av en kvinnlig simmare och näst flest guld av en olympisk simmare genom tiderna (endast besegrad av Michael Phelps).

### 2022
Den 18 juni 2022 vid VM i Budapest tog Ledecky sitt totalt 12:e individuella VM-guld (totalt 16:e) och satte samtidigt ett nytt mästerskapsrekord på 400 meter frisim på tiden 3.58,15. Två dagar senare tog hon sitt totalt 17:e VM-guld på 1 500 meter frisim. Två dagar senare var Ledecky en del av USA:s kapplag som tog guld på 4×200 meter frisim och satte ett nytt mästerskapsrekord på tiden 7.41,45. Det var Ledeckys 21:a medalj vid långbane-VM, vilket blev ett nytt rekord för flest medaljer av en kvinnlig simmare. Två dagar senare blev Ledecky den första simmaren genom tiderna att vinna samma VM-distans fem gånger i rad då hon tog guld på 800 meter frisim.

### Fotnoter
1. ↑  ”Katie Ledecky biografi, statistik, och resultat”. olympedia.org. https://www.olympedia.org/athletes/126653. Läst 17 mars 2021.
2. ↑  Katie Ledecky - Swimming. United States Olympic Committee. Läst 6 januari 2017.
3. ↑  ”Katie Ledecky Wins 800-Meter Freestyle, Tying Record for Most Gold Medals by Female Olympian” (på engelska). Peoplemag. https://people.com/katie-ledecky-ties-record-for-most-gold-medals-by-female-olympian-2024-paris-olympics-8689960. Läst 3 augusti 2024.
4. ↑  ”Simning: Katie Ledecky bästa simkvinna i OS-historien: ”Försöker inte tänka så mycket””. SVT Sport. 2 augusti 2024. https://www.svt.se/sport/simning/katie-ledecky-basta-simkvinna-i-os-historien-forsoker-inte-tanka-sa-mycket. Läst 3 augusti 2024.
5. ↑  Katie Ledecky wins fifth gold with world-record swim (engelska)
6. ↑  Graham, Bryan Armen. (13 augusti 2016). For the remarkable Katie Ledecky, the future appears limitless. The Guardian. Läst 6 januari 2017.
7. ↑  ”Katie Ledecky is top qualifier in 400-meter freestyle”. ESPN. 25 juli 2021. https://www.espn.com/olympics/story/_/id/31881489/katie-ledecky-top-qualifier-400-meter-freestyle. Läst 1 augusti 2021.
8. ↑  Taranto, Steven (25 juli 2021). ”Olympics 2021: Day 3 schedule, what to watch, results from Tokyo as Simone Biles, Katie Ledecky get started”. CBS Sports. https://www.cbssports.com/olympics/news/olympics-2021-day-3-schedule-what-to-watch-results-from-tokyo-as-simone-biles-katie-ledecky-get-started/. Läst 1 augusti 2021.
9. ↑  ”Ariarne Titmus vs Katie Ledecky - Watch Titmus Win Gold in the Women’s 400m Freestyle Final at Tokyo Olympics 2020”. 7news.com.au. 26 juli 2021. https://7news.com.au/sport/olympics/shes-done-it-ariarne-titmus-upstages-katie-ledecky-to-win-tokyo-2020-gold-c-3509095. Läst 1 augusti 2021.
10. ↑  ”Ledecky's Silver Medal Finish Still An Incredible Achievement”. Sports Illustrated. 26 juli 2021. https://www.si.com/olympics/2021/07/26/tokyo-olympics-what-to-watch-ledecky-silver-medal. Läst 1 augusti 2021.
11. ↑  ”Katie Ledecky earns Olympic record, silver medal in busy day”. foxnews.com. 26 juli 2021. https://www.foxnews.com/sports/katie-ledecky-olympic-record-silver-medal. Läst 1 augusti 2021.
12. ↑  ”WATCH: Ledecky Wins Both 200/1500 FR Heats, Douglass Wins 200 IM Prelims Heat”. swimswam.com. 26 juli 2021. https://swimswam.com/watch-ledecky-wins-both-200-1500-fr-heats-douglass-wins-200-im-prelims-heat/. Läst 1 augusti 2021.
13. ↑  ”2012 Olympic champion Allison Schmitt misses out on 200m freestyle final in Tokyo”. nbcolympics.com. 26 juli 2021. https://www.nbcolympics.com/news/2012-olympic-champion-allison-schmitt-misses-out-200m-freestyle-final-tokyo. Läst 1 augusti 2021.
14. ↑  ”Katie Ledecky qualifies for 200m final, will face Titmus”. ktvz.com. 26 juli 2021. https://ktvz.com/sports/nbc-olympics/2021/07/26/katie-ledecky-qualifies-for-200m-final-will-face-titmus/. Läst 1 augusti 2021.
15. ↑  ”Katie Ledecky wins gold medal in 1,500 freestyle at Tokyo Olympics, US teammate Erica Sullivan takes silver”. usatoday.com. 28 juli 2021. https://eu.usatoday.com/story/sports/olympics/2021/07/27/katie-ledecky-tokyo-olympics-200-1500-freestyle/5395886001/. Läst 1 augusti 2021.
16. ↑  ”Katie Ledecky ‘let it go’ in anchor leg of 4x200 relay, securing silver”. washingtonpost.com. 29 juli 2021. https://www.washingtonpost.com/sports/olympics/2021/07/29/katie-ledecky-4x200-relay-tokyo-olympics/. Läst 1 augusti 2021.
17. ↑  ”Katie Ledecky makes history with 6th individual gold, cements Olympic icon status, and she'll be back in 2024”. cbssports.com. 31 juli 2021. https://www.cbssports.com/olympics/news/katie-ledecky-makes-history-with-6th-individual-gold-cements-olympic-icon-status-and-shell-be-back-in-2024/. Läst 1 augusti 2021.
18. ↑  ”Katie Ledecky Breaks Championship Record in 400 FR, #2 All-Time Individual Golds”. swimswam.com. 18 juni 2022. https://swimswam.com/katie-ledecky-breaks-championship-record-in-400-fr-2-all-time-individual-golds/. Läst 19 juni 2022.
19. ↑  ”Suveränens 17:e (!) VM-guld: ”En dröm””. svt.se. 20 juni 2022. https://www.svt.se/sport/simning/suveranens-17-e-vm-guld-en-tradition. Läst 20 juni 2022.
20. ↑  ”Katie Ledecky Becomes Most Decorated Female Swimmer In World Championship History”. swimswam.com. 22 juni 2022. https://swimswam.com/katie-ledecky-becomes-most-decorated-female-swimmer-in-world-championship-history/. Läst 25 juni 2022.
21. ↑  ”Ledecky historisk – femte raka”. aftonbladet.se. 24 juni 2022. https://www.aftonbladet.se/senastenytt/ttsport/sport/a/KzwvdG/ledecky-historisk-femte-raka. Läst 25 juni 2022.